# Конфлікт у Південному Кордофані (з 2011)
Конфлікт у Південному Кордофані — конфлікт між збройними силами Судана з одного боку й Народною армією визволення Судану та Суданським народно-визвольним рухом — Північ з іншого. Збройна боротьба розпочалася 21 травня 2011 року і триває донині.
Станом на жовтень 2014 року близько двох мільйонів громадян постраждали в результаті конфлікту. Понад ніж 500 000 чоловік стали внутрішньо переміщеними особами і близько 250 тисяч із них втекли в Південний Судан і Ефіопію. У січні 2015 року бойові дії активізувалися після того, як уряд Омара аль Башира намагався відновити контроль над територіями повстанців напередодні виборів у квітні.

## Передісторія
Попри те, що Південний Кордофан розташований на північ від місцевості, яка стала державним кордоном між Суданом і Південним Суданом, у ньому проживає багато громад, які підтримують Південний Судан, особливо в районі Нубійських гір. Деякі члени цих громад вели бойові дії спільно з повстанцями-жителями півдня в ході тривалої громадянської війни.
Протягом 9 по 15 січня 2011 року відбувся всенародний референдум щодо майбутнього статусу Південного Судану. Відповідно до мирної угоди від 2005 року, жителі регіону мали право висловити на ньому свою думку, а також ухвалити рішення стосовно статусу Південного Кордофану. Але внаслідок місцевого міжплемінного конфлікту на території штату референдум не відбувся.
Згідно із супутниковими знімками на початку весни 2011 року Судан покращив ґрунтові дороги в районах навколо спірного регіону, а в березні 2011 року почав розгортання поліцейських і військових об'єктів у районі.

## Конфлікт
19 травня 2011 року бойовики, за повідомленнями пов'язані з Суданським народно-визвольним рухом, атакували конвой змішаних суданських транспортних засобів армії і МООНВС (Місія ООН в Судані) в 10 км на північ від міста Аб'єй. Цей інцидент викликав гнівний осуд з боку, як суданського уряду, так і Організації Об'єднаних Націй.
20 травня 15 суданських танків увійшли в Аб'єй, розпочавши масштабні бойові дії. До 22 травня суданські військові повністю захопили контроль над містом, і більшість його жителі втекли на південь в сторону Бахр-ель-Газаль. Уряди Судану і Південного Судану звинуватили один одного в порушенні всеохоплюючої мирної угоди.
6 червня 2011 р. незадовго до запланованого на 9 липня проголошення незалежності Півдня суданська армія заявила, що НАВС вчинила напад на поліцейську дільницю і викрала зброю, що спричинило за собою відповідні дії з боку жителів півночі. НАВС виступила із заявою про те, що армія жителів півночі спробувала силою роззброїти їх підрозділи.
14 червня 2011 р. ООН звинуватила суданський уряд в проведенні «інтенсивного бомбардування» поблизу кордону між Північчю і Півднем, що призвела до «величезних страждань» мирного населення в Південному Кордофані. В результаті бомбардування приблизно 140 000 чоловік стали біженцями. Офіси агентства з надання допомоги були розграбовані, церкви розорені, а будівлі зруйновані. Гуманітарні працівники відзначають, що етнічні нубійці стають об'єктом агресії з боку збройних сил Судану, а також арабських бойовиків. Раббі Абдель-Латіф Ебаід, радник міністра інформації Судану, заперечував цей факт, заявивши, що обстрілу піддаються лише бойовики-повстанці.
15 червня 2011 р. Президент США Барак Обама закликав до перемир'я, закликавши як Північ, так і Південь «виконувати свої обов'язки», щоб не допустити повернення до громадянської війни. Глава всесвітньої Англіканської церкви, архієпископ Кентерберійський Роуен Вільямс заявив: «Гуманітарна проблема вже серйозна, а ризик розвитку ситуації за „дарфурським сценарієм“, за яким цивільне населення віддається на відкуп терору, підтримуваного урядом, є реальним»..
19 червня Президент Судану Омар аль-Башир звинуватив Народний рух визволення Судану в «зраді» Південного Кордофану. «Якщо вони хочуть війни, … ми їм на практиці покажемо, що сталося в Аб'єї і Південному Кордофані», — заявив аль-Башир. «Нехай краще вони прийдуть до нас по-хорошому, і ми виявимося кращими за них», — додав він. Суданська армія заявила, що має намір продовжити військову операцію в Південному Кордофані, в тому числі бомбардування з повітря, до придушення повстання під проводом колишнього віце-губернатора і в провідній фігури НАВС Абдель-Азіза аль-Гілу. Бої активізувалися навколо столиці штату Кадуглі.
У доповіді ООН від 18 липня документально доведено військові злочини, здійснені в Південному Кордофані, і в них звинувачено обидві сторони. На наступний день Генеральний заступник ООН з гуманітарних питань Валері Амос закликала провести незалежне розслідування злодіянь, вчинених в ході конфлікту. Амос сказав, що уряд Судану повинен зняти свої обмеження на доступ до регіону.
Спільні сили Народної армії визволення Судану і Суданського народно-визвольного руху — Північ розгромили урядові сили протягом 10-17 липня в Нубійських горах. Армійський гарнізон в Аль-Таїс був захоплений повстанцями. У ході бою було вбито 150 солдатів урядових військ і 1 повстанець загинув. Повстанцями захоплено значну кількість зброї, у тому числі легкі й важкі кулемети та артилерія, АК-47 та декілька зенітно-ракетних комплексів.
7 вересня зіткнення між Визвольною армією Судану й суданською армією були зареєстровані в Джебел Марра. Повстанці заявили, що вбили 40 урядових солдатів і захопили шість автомобілів. Три повстанців були вбиті й ще четверо були поранені.

## Мирна угода
Комітет Африканського союзу на чолі з екс-президентом ПАР Табо Мбекі зробив спробу деескалації ситуації за допомогою переговорів між Північчю і Півднем в столиці Ефіопії Аддіс-Абебі. 20 червня сторони домовилися демілітаризувати спірний регіон Аб'єя, у якому будуть розміщені ефіопські миротворці. Угода визначає механізм, за яким адміністративна рада Аб'єя замінить рада, скасована президентом Омаром Гасаном аль-Баширом. Його глава буде вибиратися НРВС, але його кандидатура повинна буде затверджуватися Партією Національний конгрес (ПНК). Однак кандидатура заступника глави висуватиметься ПНК і схвалюватися НРВС. Троє з п'яти глав департаментів адміністративної ради будуть номінуватися НРВС, а решта два — ПНК. У регіоні повинна засновуватися поліцейська служба, чий розмір і склад повинен визначатися об'єднаним комітетом під співголовуванням чиновників з північного і південного Судану. Держсекретар США Гілларі Клінтон і Генеральний секретар Організації Об'єднаних Націй Пан Гі Мун вітали угоду, але відзначили, що справжнє випробування буде в тому, як сторони проведуть угоду в життя.
21 червня з'явилася заява, приписувана Дідірі Могамету Ахмеду, посадовій особі ПНК, відповідального за реалізацію угоди по Аб'єю, у якому говорилося, що на зустрічі в Аддіс-Аббебі обома сторонами було досягнуто розуміння того, що Південний Судан передасть майбутнє право володіння Аб'єя півночі. Однак представник НРВС Філіп Агер повідомив ЗМІ, що заява, зроблена високопоставленим чиновником ПНК, не відповідає дійсності.